# 1 + 2 + 3 + 4 + …

橫軸為1, 2, 3, 4, ⋯，縱軸為相應於橫軸的級數1 + 2 + 3 + 4 + ⋯之部分和。圖中曲線為平滑後之漸近線，其與縱軸相交的截距值為−^{1}⁄_{12}

無窮級數中1 + 2 + 3 + 4 + …為所有自然数的和，是一个发散级数，其數學式也寫作 {\displaystyle \sum _{n=1}^{\infty }n}
此級數前 n 项的部分和即是三角形數：
{\displaystyle \sum _{k=1}^{n}k={\frac {n(n+1)}{2}}}
尽管這個级数的和第一眼看起来不会有任何有意义的值，透過黎曼ζ函數正規化與拉馬努金求和等方法可產生一有限值 {\displaystyle -{\frac {1}{12}}}，表示為：
{\displaystyle 1+2+3+4+\cdots =-{\frac {1}{12}}}
此結果在复分析、量子力学及弦理论等領域中有所应用。

## 部分和公式的证明
|  |  |

自然数從 1 加到 n 的和是 {\displaystyle {\frac {n(n+1)}{2}}} 能用许多方法证明。首先令
{\displaystyle S_{n}=1+2+3+4+\cdots +(n-2)+(n-1)+n.\,}
我们将这些项重排反着写：
{\displaystyle S_{n}=n+(n-1)+(n-2)+\cdots +4+3+2+1.\,}
将两者相加，对应项相加，我们得到 
{\displaystyle 2S_{n}=\underbrace {(n+1)+[(n-1)+2]+[(n-2)+3]+\cdots +[3+(n-2)]+[2+(n-1)]+(1+n)} _{n},}
{\displaystyle 2S_{n}=\underbrace {(n+1)+(n+1)+(n+1)+\cdots +(n+1)+(n+1)+(n+1)} _{n},}
{\displaystyle 2S_{n}=n\cdot (n+1),}
{\displaystyle S_{n}={\frac {n(n+1)}{2}}.}

## ζ函数的求和与解析连续性
当 s 的实部大于 1，s 次方的黎曼ζ函数等于求和 {\displaystyle \sum _{n=1}^{\infty }{n^{-s}}}。当 s 的实部小于或等于 1 时和式发散，但当 s = −1 时 由 ζ(s) 的解析延拓给出 ζ(−1) 为 {\displaystyle -{\frac {1}{12}}}。
1 + 2 + 3 + 4 + … 的和不存在，但拉马努金另外給其定義，其拉马努金求和的结果為 {\displaystyle -{\frac {1}{12}}}。

## 物理
在玻色弦理論中，我们想算出一个弦的可能的能量级，特别是最低能量级。非正式地说，每一个弦的谐波可以视为一组 {\displaystyle D} 无关量子谐振子，这里 {\displaystyle D} 是时空的维数。如果基本振子频率是 {\displaystyle \omega } 则一个振子对 {\displaystyle n} 级谐波的贡献是 {\displaystyle {\frac {n\hbar \omega }{2}}}。所以利用发散级数我们发现在所有谐波上求和是 {\displaystyle -{\frac {\hbar \omega (D-2)}{24}}}。最后这确实是正确的，与Goddard–Thorn theorem一起，导致波色弦理论在维数不为 26 时是不一致的。
一个类似的计算是计算卡西米尔力。

## 历史
在拉马努金写给戈弗雷·哈羅德·哈代的第二封信中（日期为1913年2月27日）：
“亲爱的先生，我很感激地读到你1913年2月8日的信。我等待您的答复，类似于一个伦敦的数学教授写信要我仔细研究布羅米奇的“无穷级数”而不要陷入发散级数的陷阱。……我告诉他，在我的理论中一个无穷数列 {\displaystyle 1+2+3+4+\cdots =-{\frac {1}{12}}}。如果我告诉你这个，你肯定会劝我进精神病收容院。我向你细说此事只是使你相信，如果我暗示我只在一封信中所写的行数，你不可能找出我证明的方法。」

## 引用
- Berndt, Bruce C., Srinivasa Ramanujan Aiyangar, and Robert A. Rankin. . American Mathematical Society. 1995. ISBN 0-8218-0287-9.
- Hardy, G.H. . Clarendon Press. 1949. LCC QA295 .H29 1967.

## 延伸阅读
- Lepowsky, James. . Contemporary Mathematics. 1999, 248: 327–340  [2008-12-13]. （原始内容存档于2018-12-01）.
- Zee, A. . Princeton UP. 2003. ISBN 0-691-01019-6. See pp. 65–6 on the Casimir effect.
- Zwiebach, Barton. . Cambridge UP. 2004. ISBN 0-521-83143-1. See p. 293.